# Фомін Сергій Семенович
Сергій Семенович Фомін (нар. 21 жовтня 1915  — пом. 4 серпня 1989) — радянський військовий льотчик, Герой Радянського Союзу (1945), у роки німецько-радянської війни заступник командира ескадрильї, штурман 525-го штурмового авіаційного Ямпільський-Кременецького полку (227-а штурмова авіаційна Бердичівська Червонопрапорна дивізія, 8-й штурмовий авіаційний Львівський корпус, 8-а повітряна армія, 4-й Український фронт).

## Життєпис
Народився 21 жовтня 1915 в селищі Михайлівка (нині місто Волгоградської області), в сім'ї робітника, у багатодітній сім'ї. Росіянин. Освіта неповна середня. Закінчив школу фабрично-заводського учнівства (ФЗУ) в місті Борисоглєбськ. Працював помічником паровозного машиніста на станції Сарепта (нині в межах Волгограда).
Призваний в армію в 1936 році Сталінградським райвійськкоматом. У 1939 році закінчив Сталінградське військове авіаційне училище льотчиків.
З 22 червня 1941 року в діючій армії на фронтах німецько-радянської війни. Воював на Південно-Західному, Калінінському, Воронезькому, 1-му Українському і 4-му Українському фронтах.
До початку вересня 1944 року зробив 108 успішних бойових вильотів, з них на літаку Р-5 — 22 бойових вильоти на бомбардування військ противника. На штурмовику Іл-2 — 86 бойових вильотів на штурмовку і розвідку укріплень, аеродромів, залізничних комунікацій, скупчень військ і бойової техніки.
Указом Президії Верховної Ради СРСР від 23 лютого 1945 року за відмінне виконання бойових завдань, мужність і героїзм, проявлені в бойових вильотах, Фоміну Сергію Семеновичу присвоєно звання Героя Радянського Союзу з врученням ордена Леніна і медалі «Золота Зірка».
Після закінчення війни продовжував службу у Військово-Повітряних Силах. У 1952 році закінчив Вищі льотно-тактичні курси удосконалення офіцерського складу (КУОС).
З 1954 року майор С. С. Фомін — у запасі. Жив у Києві. Помер 4 серпня 1989. Похований на Лісовому кладовищі в Києві.